# Equativ
Equativ, anciennement Smart AdServer jusqu'en juin 2022, est une société française de technologie publicitaire (adtech). Créée en 2001 à Paris, elle propose une plateforme verticalement intégrée pour les annonceurs et les éditeurs, qui comprend un serveur publicitaire, une plateforme SSP et une plateforme DSP, avec une spécialisation sur la télévision connectée (CTV).

## Historique
Smart AdServer est créée à Paris en 2001 par aufeminin.com pour gérer les affichages publicitaires de son portail. La société devient indépendante en 2005.
En 2007, le groupe de presse allemand Axel Springer acquiert le groupe aufeminin, ce qui permet à Smart AdServer de s'étendre en Europe, en Amérique latine et aux États-Unis. En 2015, Axel Springer cède l'entreprise au fonds d'investissement Cathay Capital pour 37 millions d'euros.
En janvier 2021, la société est rachetée par le fonds d'investissement Capital Croissance via un LBO secondaire, visant à accélérer son expansion aux États-Unis et sur le marché de la TV connectée. En juin 2022, Smart AdServer adopte le nom Equativ pour refléter l'unification de ses services.
En février 2023, le fonds d'investissement britannique Bridgepoint devient l'actionnaire majoritaire, lors d'une transaction valorisant l'entreprise à plus de 300 millions d'euros. L'objectif est de faire d'Equativ une alternative indépendante et de taille mondiale face aux géants de la tech.
En février 2025, Equativ annonce son lancement officiel au Japon pour étendre sa présence en Asie-Pacifique et accéder au marché publicitaire numérique local,.
La société fait partie du French Tech 120 depuis 2022.

## Fusions et acquisitions
- 2019: Rachat de LiquidM, une DSP mondiale basée à Berlin, pour construire une plateforme entièrement intégrée[14].
- 2021: Acquisition de DynAdmic, une plateforme de publicité vidéo, pour renforcer ses capacités en vidéo et sur la TV connectée sans cookies[15].
- 2022: Acquisition de Nowtilus, une société allemande spécialisée dans l'insertion publicitaire côté serveur (SSAI), consolidant sa position sur le marché de la TV avancée[16].
- 2024: Fusion avec Sharethrough, une SSP canadienne, pour accroître significativement sa présence en Amérique du Nord. L'entité combinée dépasse les 200 millions de dollars de revenus nets récurrents[2]. En juin 2025, il est annoncé que la marque Sharethrough sera intégrée sous le nom unique Equativ[17].

## Produits et services
Equativ opère une plateforme unifiée qui dessert l'offre et la demande de l'écosystème publicitaire.
- Plateforme de monétisation Equativ: Un serveur publicitaire et une SSP intégrés qui permettent aux éditeurs de gérer et de monétiser leurs inventaires publicitaires sur tous les formats.
- Maestro by Equativ: La plateforme d'achat média de l'entreprise, qui unifie les fonctionnalités de DSP et de curation de données pour permettre aux annonceurs et agences de créer et d'exécuter des stratégies d'achat programmatique[18].
- serverside.ai: La solution d'insertion publicitaire côté serveur (SSAI) issue de l'acquisition de Nowtilus. Elle est conçue pour la monétisation des contenus vidéo en direct et à la demande sur la TV connectée (CTV)[16].

La société se distingue par une technologie propriétaire, une expertise sur le mobile, la vidéo et les formats rich media, ainsi que par un positionnement centré sur les éditeurs dits premium.

## Certifications
Smart est certifié, depuis 2008, serveur publicitaire tiers au niveau mondial par Google, par Microsoft et Yahoo, depuis 2010.